# (3753) Круитни
(3753) Круитни (лат. Cruithne) — околоземный астероид из группы атонов, принадлежащий к очень редкому спектральному классу Q и движущийся в орбитальном резонансе с Землёй 1:1, пересекает при этом орбиты сразу трёх планет: Венеры, Земли и Марса. Из-за особенностей его движения вокруг Солнца этот астероид также называют квазиспутником Земли.

Орбита астероида Круитни и его положение в Солнечной системе
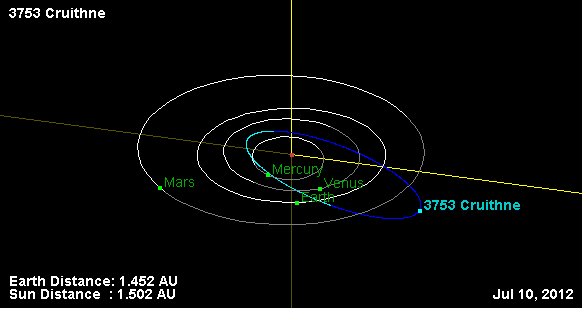
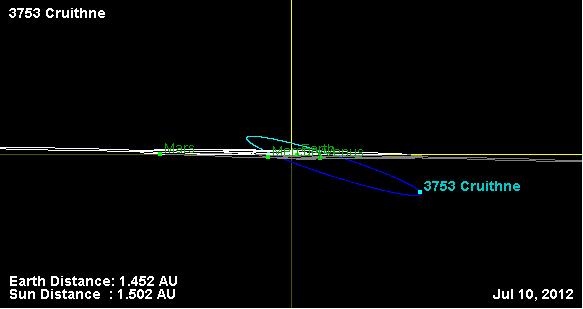
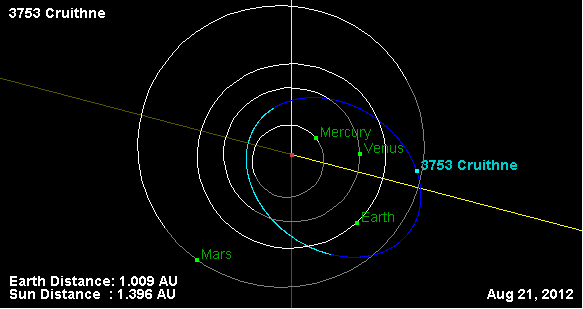

## Открытие
Круитни был обнаружен 10 октября 1986 года британским астрономом-любителем Дунканом Уалдроном на фотопластинке, которая была получена с телескопа Шмидта, находящегося под управлением обсерватории Сайдинг-Спринг города Кунабарабран, Австралия. Тогда же он получил своё первое временное обозначение 1986 TO. Орбита астероида была вычислена в 1997 году Полом Вигертом и Киммо Иннаненом, работавшими в Йоркском университете в Торонто, и финским астрономом Сеппо Микколой, работавшим в университете Турку в Финляндии.
В результате проведённых расчётов стало ясно, что его орбита совпадает с открытым ранее в 1983 году астероидом 1983 UH, чьё открытие приписывают итальянскому астроному Джованни Де Санктису и датскому астроному Ричарду Мартину Весту, работавшим в европейской южной обсерватории в Чили.
Позже он получил имя Круитни в честь первых кельтских племён, населявших Британские острова.

## Характеристики орбиты
Круитни является околоземным астероидом, который регулярно сближается с Землёй. Но так как астероид находится на резонансной орбите, то его сближения строго ограничены этим резонансом: он не может пролететь рядом с Землёй ближе, чем в 30 расстояний до Луны, что составляет примерно 12 млн км. С 1994 года и по 2015 год максимальное ежегодное сближение этого астероида с Землёй происходит в ноябре.
Хотя орбиту этого астероида нельзя назвать стабильной в долгосрочной перспективе, расчёты Вигерта и Иннанена показывают, что синхронизация его орбиты с орбитой Земли может сохраняться довольно длительное время. Земная орбита нигде не пересекается с орбитой Круитни, поскольку последняя находится в другой орбитальной плоскости и наклонена к земной орбите под углом 19,8 °. Поэтому никакой опасности столкновения этого астероида с Землёй не существует, по крайней мере, в течение ближайших нескольких миллионов лет.

Относительное движение Земли и Круитни по своим орбитам

Круитни движется по довольно сильно вытянутой эллиптической орбите вокруг Солнца, так что он в своих крайних положениях доходит почти до орбиты Меркурия, а потом, пересекая орбиты Венеры и Земли, уходит к орбите Марса, порой пролетая довольно близко от него. Так в 2058 году ожидается, что он сблизится с Марсом до расстояния в 0,09 а. е., что составляет 13,6 млн км. Тем не менее, благодаря существованию орбитального резонанса с Землёй, астероид пролетает свою орбиту в течение одного земного года (364 дня), вследствие чего Круитни и Земля в любой момент времени находятся на том же расстоянии друг от друга, что и год назад. Поэтому Круитни иногда называют «второй луной» Земли, хотя это совсем не так.
Вследствие малых размеров Круитни, даже во время своего ближайшего подхода к Земле, наблюдается на земном небе как очень слабая звёздочка +15,8 m (ещё слабее, чем Плутон), поэтому её можно разглядеть лишь в достаточно крупные телескопы-рефлекторы, с диаметром зеркала не менее 320 мм.

Орбита астероида Круитни с точки зрения земного наблюдателя

Интересно, что из-за очень большого эксцентриситета орбитальная скорость этого астероида меняется гораздо сильнее, чем у Земли, так что с точки зрения земного наблюдателя, если принять Землю за систему отсчёта и считать её неподвижной, получится, что не астероид, а его орбита вращается вокруг Солнца, при этом сам астероид начинает описывать впереди Земли подковообразную траекторию, напоминающую по форме «боб», с периодом, равным периоду обращения астероида вокруг Солнца — 364 дня. Из-за того, что длительность периода обращения составляет чуть меньше года, Земля постепенно каждый год всё больше отстаёт от этого «боба», поэтому с нашей точки зрения схема не является стабильной, скорее она представляет собой некоторый спиральный цикл, по которому этот «боб» медленно обгоняет Землю. Спустя достаточно длительное время «боб» удалится от Земли настолько, что станет правильнее говорить, что он догоняет, а не обгоняет Землю.

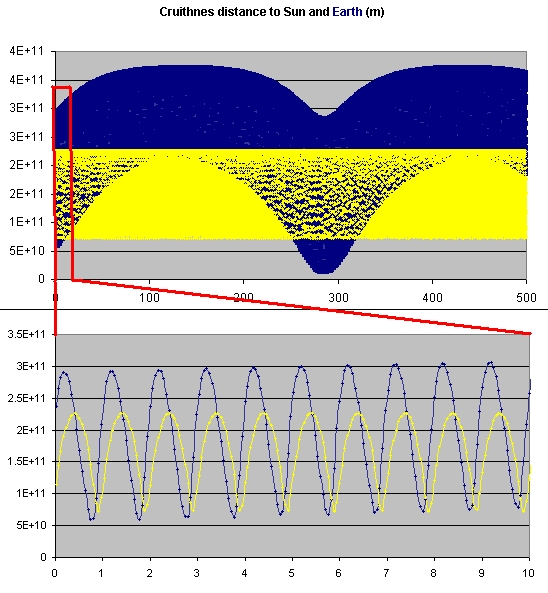
Диаграмма изменения расстояния Круитни до Земли и Солнца: в течение 500 лет (вверху) и в течение 10 лет (внизу)

А когда «боб» снова подойдёт к Земле, что случится примерно в июне 2292 года, астероид сделает серию ежегодных сближений с Землёй на расстоянии 12,5 млн км, в результате которых произойдёт гравитационный обмен орбитальной энергией между Землёй и астероидом, что приведёт к изменению орбиты астероида примерно на 0,5 млн км, так что его орбита вокруг Солнца станет чуть больше года, в то время как орбита Земли изменится не более чем на 1,3 см. В результате «боб» вновь начнёт мигрировать от Земли, но на этот раз уже в другую сторону, — он начнёт отставать от Земли.
Спустя ещё 380—390 лет, примерно в 2676 году, «боб» снова сблизится с Землёй, но уже с другой стороны, в результате чего вновь начнётся серия сближений астероида с Землёй, вследствие которых Земля опять поменяет орбиту Круитни, при этом, период обращения астероида вокруг Солнца вновь уменьшится и станет чуть меньше года, как и сейчас, что изменит направление движения «боба» на обратное. Ближайшая к нашему времени серия подобных сближений произошла довольно давно, ещё в самом начале XX века — примерно в 1902 году.

## Другие резонансные астероиды

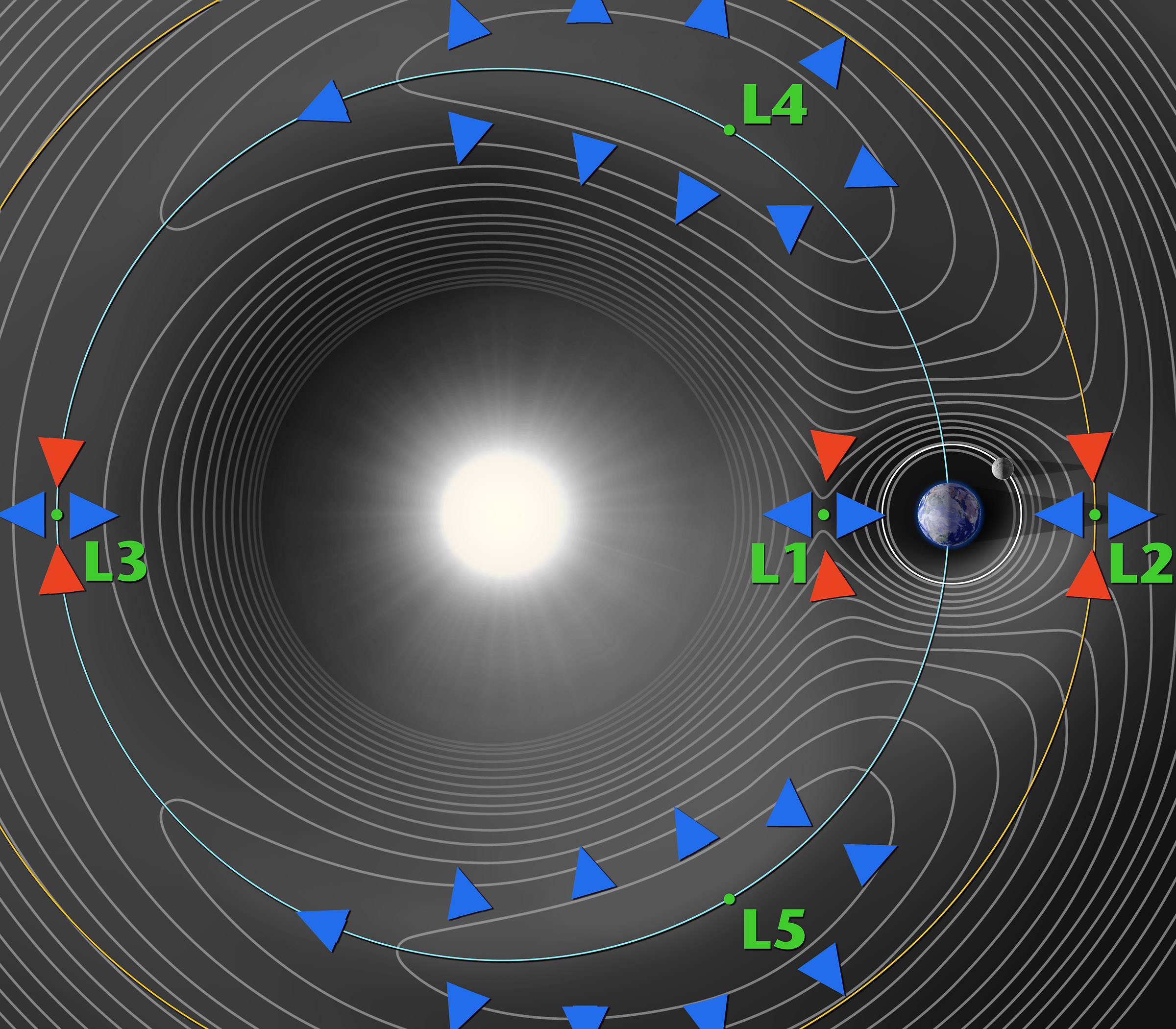
Схема возможных орбит, вдоль гравитационных контуров (не в масштабе)

После этого было найдено ещё несколько астероидов, движущихся по резонансным с Землёй орбитам, среди них астероиды (54509) YORP, (85770) 1998 UP1, 2002 AA29 и 2009 BD. Другим примером космических тел, двигающихся по подковообразной орбите, могут служить естественные спутники Сатурна Янус и Эпиметей. Эти тела движутся вокруг Сатурна по гораздо более простым орбитам, чем Круитни, но подчиняются тем же принципам.
Марс имеет четыре коорбитальных астероида: (5261) Эврика, 1999 UJ7, 1998 VF31 и 2007 NS2, расположенных в точках Лагранжа, их ещё называют троянскими астероидами Марса. А планета Юпитер и вовсе имеет в своих точках Лагранжа более 1000 троянских астероидов. Небольшие коорбитальные спутники имеются также и в системе Сатурна (Телесто, Калипсо, Тефия, Елена, Полидевк и Диона), однако, ни один из них не имеет подковообразной орбиты.